# دیل‌بورنو (اخلاط)
دیل‌بورنو (به ترکی استانبولی: Dilburnu، به ارمنی: Ջզիրոք، به کردی: Cizîrok) یک منطقهٔ مسکونی در ترکیه است که در اخلاط واقع شده‌است. دیل‌بورنو ۳۸۷ نفر جمعیت دارد.